# Success Is Certain
Albums de Royce da 5'9"
Hell: The Sequel
(2011) PRhyme
(2014)
Singles
1. Writer's Block
Sortie : 29 mars 2011
2. Second Place
Sortie : 14 juin 2011
3. Legendary
Sortie : 19 juillet 2011

Success Is Certain est le cinquième album studio de Royce da 5'9", sorti le 9 août 2011.
L'album s'est classé 3e au Top Independent Albums, 5e au Top Rap Albums, 7e au Top R&B/Hip-Hop Albums, 15e au Top Digital Albums et 25e au Billboard 200.

## Liste des titres
| No  | Titre                                        | Contient un (des) sample(s) de | Durée |
| --- | -------------------------------------------- | --- | ----- |
| 1.  | Legendary (featuring Travis Barker)          | | 4:49  |
| 2.  | Writer's Block (featuring Eminem)            | Veni Et Vidi de Zbigniew Preisner | 4:35  |
| 3.  | Merry Go Round                               | Merry-Go-Round (En Karusell) de Björn & Benny | 2:40  |
| 4.  | Where My Money                               | | 3:14  |
| 5.  | ER (featuring Kid Vishis)                    | Love Ain't Easy Onesided des Emotions | 2:54  |
| 6.  | On the Boulevard (featuring Nottz et Adonis) | | 3:47  |
| 7.  | I Ain't Coming Down                          | | 3:44  |
| 8.  | Security                                     | Security d'Etta James | 3:39  |
| 9.  | Second Place                                 | I'm the Magnificent de Special Ed Rap Phenomenon de The Notorious B.I.G. featuring Method Man et Redman Welcome to Brownsville de M.O.P. featuring Teflon 10 Million Stars de LL Cool J 2 to the Stomach de Blaq Poet | 3:46  |
| 10. | My Own Planet (featuring Joe Budden)         | | 3:36  |
| 11. | I've Been Up, I've Been Down                 | | 4:13  |

| 12. | My Own Planet (Remix) (featuring Big Sean) | If You Gonna Do It (Do It Good) de Formula IV | 4:02 |

| 12. | Rock That (featuring Kid Vishis)                     | 4:04 |
| 13. | Writer's Block (DJ Premier Remix) (featuring Eminem) | 4:47 |